# 聚光燈

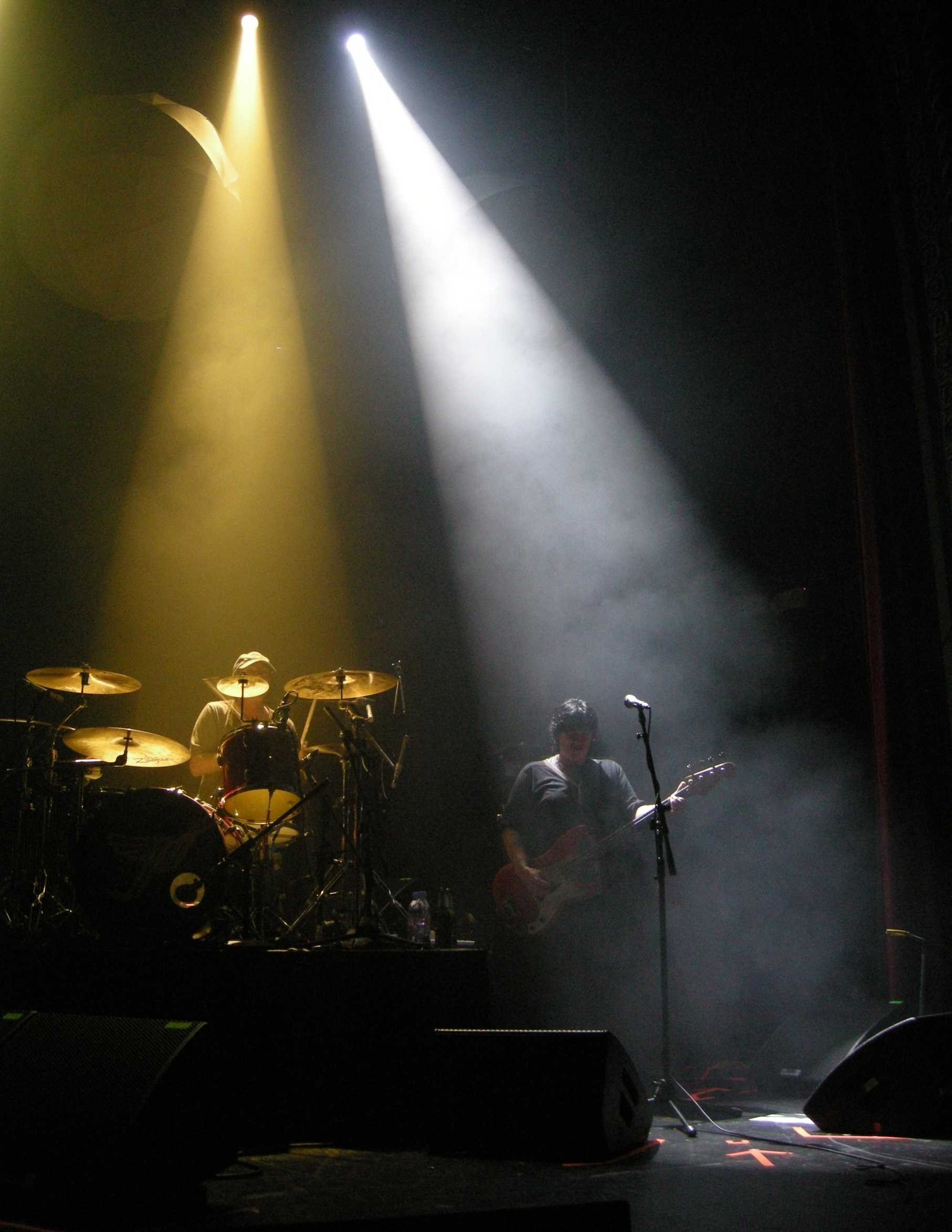
音乐表演中使用的聚光灯

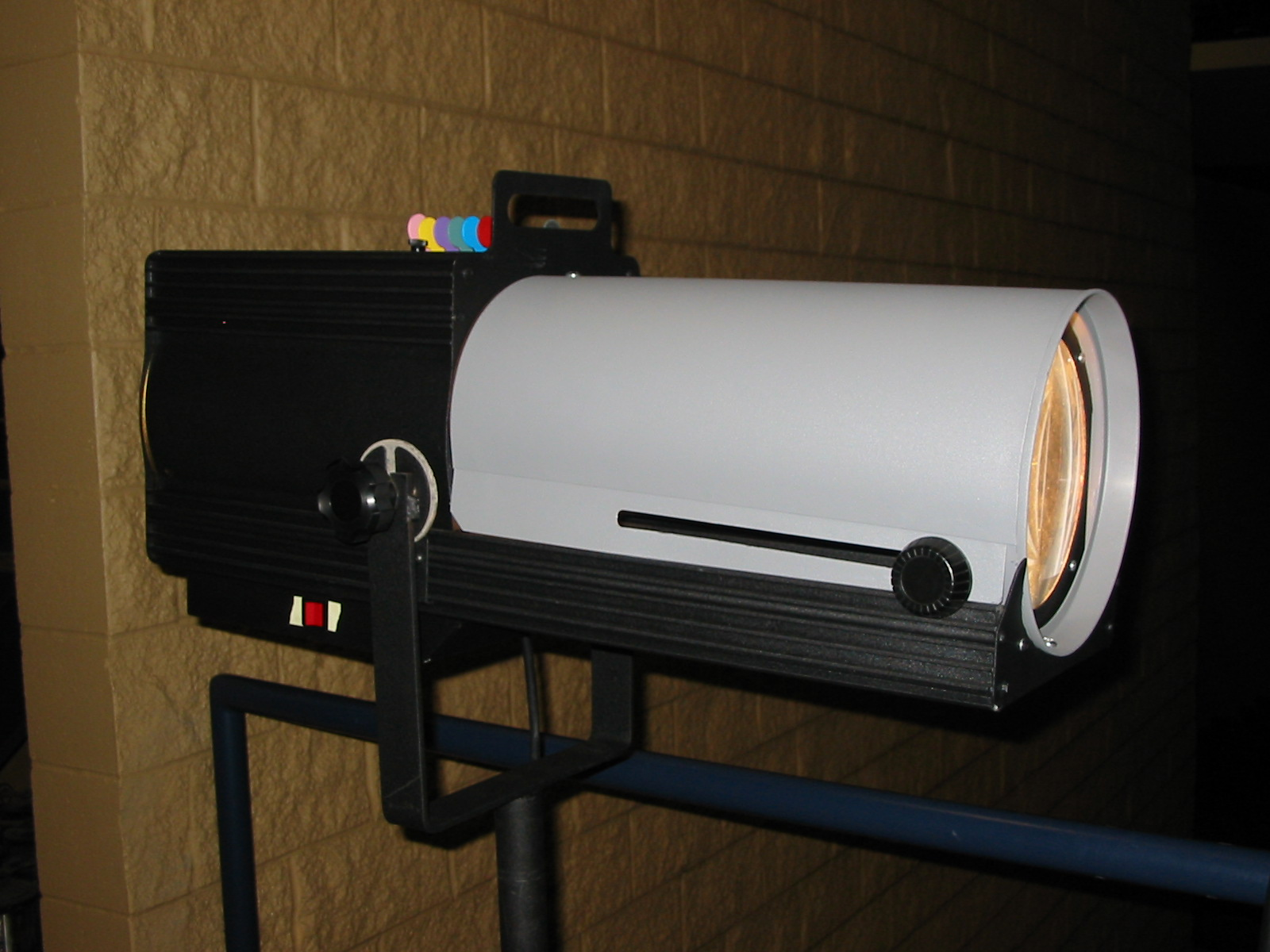
聚光灯

聚光灯是一种舞台照明设备，它可将明亮的光束投射到舞台上。聚光灯由聚光灯操作员控制，他們要時刻關注舞台上表演的演员。聚光灯最常用于音乐会、音乐剧和大型演示場合，在這些場合，聚光燈會將燈光投射到這些場合上的主角，主角走動時燈光也要跟著動。